# Чэмберс, Эмма
Эмма Гуинет Мэри Чэмберс (англ. Emma Gwynedd Mary Chambers; 11 марта 1964, Донкастер, Англия — 21 февраля 2018, Лимингтон, Англия) — британская комедийная актриса.

## Юность
Родилась в 1964 году в Донкастере в семье акушера-гинеколога Джона Чэмберса. Её брат и сестра Саймон и Сара впоследствии стали бизнесменами, они являются основателями модельного агентства Storm Management. Училась в Академии драматического искусства Уэббера Дугласа.

## Карьера
Она начала свою актёрскую карьеру с эпизодических ролей в сериале «Чисто английское убийство». В ноябре 1994 она сыграла Чарити Пексниф в телеадаптации романа «Мартин Чезлвит».
С 1994 по 2007 года играла центральную роль Элис Тинкер в ситкоме «Викарий из Дибли». В 1998 году была удостоена премии British Comedy Award за эту работу. В 1999 году Чэмберс снялась в романтической комедии «Ноттинг-Хилл». Появилась в заметных ролях в телесериалах «Каким вы хотите меня?» и «Ищи себе пару». Также занималась озвучиванием и играла в театрах на Вест-Энде.

## Личная жизнь
Была замужем за актёром Иеном Данном с 1991 года. У неё была хроническая аллергия на животных и астма.

## Смерть
Скончалась в 2018 году на 54-м году жизни от сердечного приступа.

## Фильмография
| Год       | Название                  | Роль            | Примечание  |
| --------- | ------------------------- | --------------- | ----------- |
| 1988      | Радуга                    | Маргарет        | 2 эпизода   |
| 1990      | Чисто английское убийство | Мэри Саммерс    | 2 эпизода   |
| 1994      | Мартин Чезлвит            | Чарити Пекснифф | 6 эпизодов  |
| 1994-2007 | Викарий из Дибли          | Элис Тинкер     | 24 эпизода  |
| 1995      | Ветер в ивах              |                 | озвучивание |
| 1996      | Брось мертвого осла       | Керол           | 1 эпизод"   |
| 1996      | Жизнь Пондов              | Белль           | озвучивание |
| 1998-1999 | Каким вы хотите меня?     | Хелен Уордли    | 11 эпизодов |
| 1999      | Ноттинг-Хилл              | Хани Такер      | [ 9 ]       |
| 1999      | Тайный брак               | Бетси           |             |
| 2000      | Ищи себе пару             | Марта Томпсон   | 3 эпизода   |
| 2003      | Маленькие роботы          | Спотти          | озучивание  |